# もち吉
株式会社もち吉（もちきち）は、福岡県直方市に本社を置く、米菓の製造・販売を行っている食品会社。

## 概要
1929年（昭和4年）9月1日創業。新潟県以外では最大の米菓メーカーである。全国各地（沖縄地方を除く）に直営店舗を有するほか、通信販売により直販を行っている。
売上高は、亀田製菓、三幸製菓、岩塚製菓に次いで米菓業界第4位で、せんべい、あられの原料である米にはこだわりがあり、米菓大手の中で全商品に国産米を100%使用している企業はもち吉のほか、岩塚製菓、丸彦製菓の3社のみとなっている。
もち吉の製造部門である「森田あられ」は、かつては「えくぼのモリタ」のブランド名により、西日本を中心に小売店向けの販売を行っていた。「サラダ一番」は看板商品となり、CMに萩本欽一が出演していた。2023年1月現在、生産販売はされておらず、アソートシリーズ・詰め合わせにも含まれていない。なおサラダ味のあられは生産継続。
「力水」の名称でミネラルウォーターも販売しており、大相撲本場所で使用される「力水」は、もち吉が1992年春場所から無償で提供している。

## もちだんご村
本社工場そばの福岡県道22号田川直方バイパス沿いには、直方本店「餅のおまつり本舗」のほか、豆腐販売所、製造工程見学場、せんべいのアウトレットなど関連施設による店舗群「もちだんご村」である
公式サイト等を始めとする本社の住所表記は、本来の番地である「福岡県直方市下境2400番地」の後に「字餅米 もちだんご村 餅乃神社前」を独自に付けている。これは販売戦略のために考案されたもので正式な住所ではないが、郵便局に表記の許可を得ているものであり、1987年頃より使用している。「餅乃神社」はもち吉が建立した神社で、もちだんご村内にある。保育園も併設されており、社員やもち吉関係者以外の児童も受け入れている。
過去にはせんべいの詰め放題（せんべいバイキング）や、パン販売店も存在した。
2023年7月、もちだんご村そばにショッピングモール「もちだんご村モール」をオープンさせた。ホームセンターのカインズを核店舗とする複合商業施設で、もち吉の店舗は入居しない。

## 主な製品
- 煎餅 - 餅のおまつり、おまつりこまち、ちからこぶ煎餅、太陽の輝き、御海苔巻、てのひら日記、ぬれ味千
- おかき - ふくよか餅、豆乃餅、のり乃餅、ぬれもちおかき
- 生菓子 - えん餅、開運成金、くさもち、おはぎ、柏餅、桜餅、串団子
- 米 - はつがげんまい
- 餅 - THE餅 切り餅、THE餅 丸餅、いなりあげもち
- 海苔 - 有明海苔
- ミネラルウォーター - 力水（一部店舗のみ）

## グループ会社・関連会社
- 株式会社森田あられ（製造部門）
- 森田製菓有限会社（不動産管理部門）
- 株式会社もち吉エージェンシー（広告代理業）
- 株式会社えくぼ屋（デパート・小売店米菓販売）

## CMタレント
- 吉幾三

## 提供番組
現在
- 大下容子ワイド!スクランブル（テレビ朝日系列）

過去
- FNN Live News days（フジテレビ系列）
- ラヴィット!（TBS系列）